# نبرد گردنه ساتتا

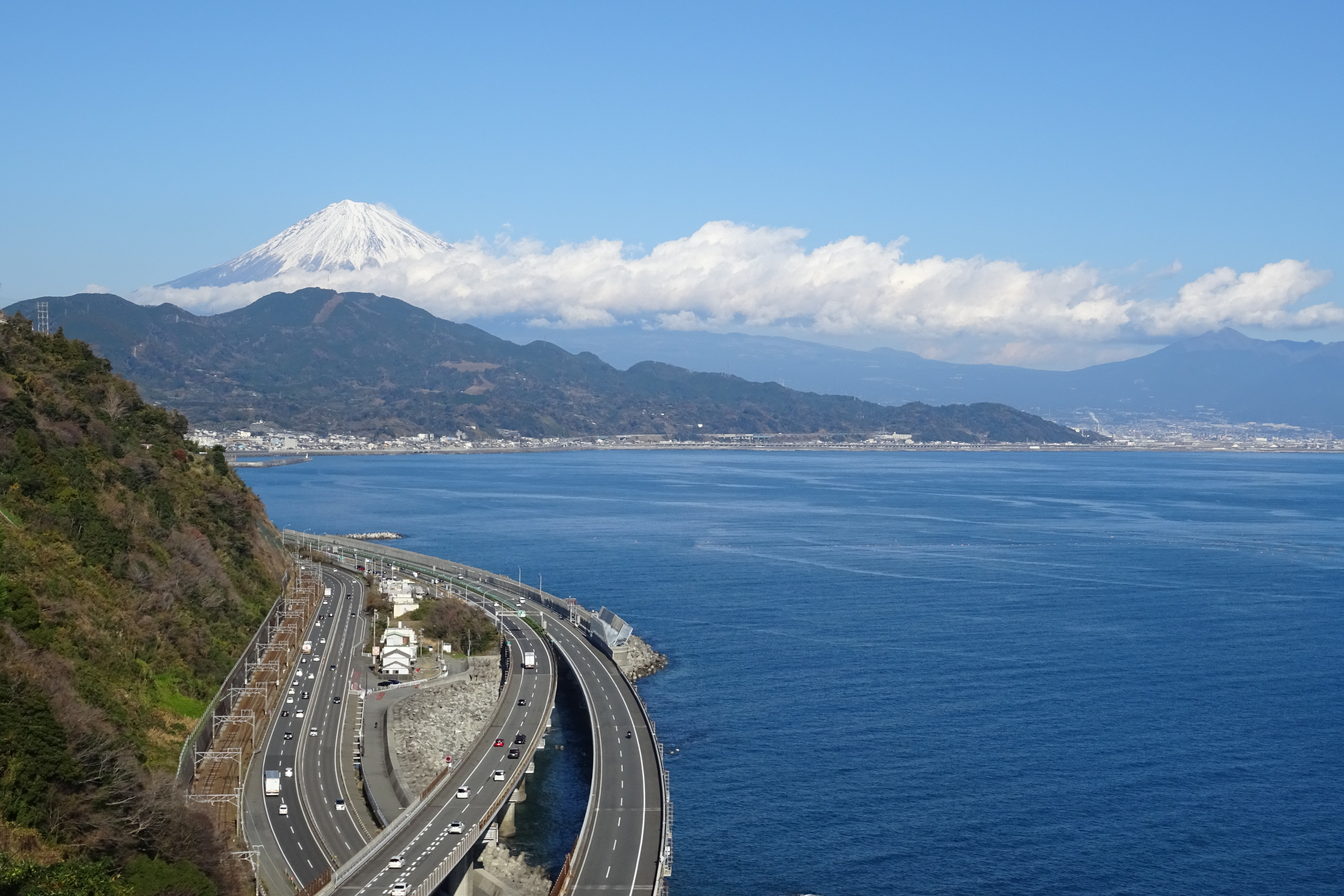
نمایی از گردنه/گذرگاه فعلی ساتتا (کوه فوجی در سراسر خلیج سوروگا)

نبرد گردنه ساتتا (به ژاپنی: 薩埵峠の戦い)، نبرد ساتتایاما، بین دسامبر ۱۵۶۸ و ماه بعد در دوره سنگوکو، بین ارتش تاکدا شینگن و ایماگاوا اوجیزانه در گردنه ساتتا واقع در بخش شیمیزو-کو، شیزوئوکا در شهر شیزوئوکا استان شیزوئوکا (نام قبلی ولایت سوروگا) در ژاپن رخ داد. این نبردی بود که بار دوم با ارتش هوجو اوجیماسا اتفاق افتاد.

## نبرد اول
نبردی که از ۱۲ ماه دوازدهم سال یازده ایروکو (۳۰ دسامبر ۱۵۶۸) تا روز بعد رخ داد «نبرد اول» نامیده می‌شود.
پس از شکست ایماگاوا یوشیموتو توسط اودا نوبوناگا در نبرد اوکه‌هازاما ایماگاوا اوجیزانه به عنوان رهبر خاندان برگزیده شد، اما ماتسودایرا موتویاسو (توکوگاوا ایه‌یاسو) از ولایت میکاوا از وضعیت گروگانی طولانی مدت خاندان ایماگاوا خود آزاد شد. با مشاهده این وضعیت، تاکدا شینگن از کای اتحاد سه‌گانه کای-ساگامی-سوروگا را که سال‌ها حفظ کرده بود، لغو کرد و سیاست خود را به ضمیمه کردن ولایت سوروگا، قلمرو خاندان ایماگاوا به قلمرو خود تغییر داد تا «راه‌یابی به دریا» را امکان‌پذیر کند، و مخفیانه با توکوگاوا ایه‌یاسو همکاری کرد. پس از بستن پیمان، خاندان تاکدا و توکوگاوا تصمیم گرفتند قلمرو ایماگاوا را در امتداد رود اوی، که مرز بین ولایت‌های‌های سوروگا و توتومی بود، تقسیم کنند.
در ۶ ماه دوازدهم، ساال ۱۱ ایروکو، تاکدا شینگن از ولایت کای حرکت کرد و شش روز بعد به اوچیبو، ناحیه ایبارا، ولایت سوروگا (شهر فوجی‌نومیا، شیزوئوکا فعلی، استان شیزوئوکا) رسید. ایماگاوا اوجیزانه که از این خبر شگفت زده شده بود، بلافاصله به ایهارا تاداتانه  دستور داد تا ۱۵۰۰۰ سرباز را برای برخورد و حمله به او در گردنه ساتتا هدایت کند و او نیز در معبد سیکن اردوگاهی برپا کرد. او همچنین یک پیام آور برای هوجو اوجی‌یاسو از ولایت ساگامی که پدرزنش نیز بود فرستاد و از او خواست که فوراً به جبهه برود و از پشت به شینگن حمله کند. اایماگاوا اوجیزانه خوانده بود که تنها راه ارتش تاکدا برای حمله به سونپو، دژ مستحکم خاندان ایماگاوا، عبور از گردنه ساتتا است و اگر آنها این منطقه را مستحکم کنند و آن را رهگیری کنند، قطعاً می‌توانند شینگن را از دو طرف با کمک از نیروی تقویتی خاندان هوحو منگنه کنند. در روز دوازدهم نبرد در سمت شرقی گذرگاه آغاز شد و ارتش ایماگاوا به خوبی از گردنه دفاع می‌کرد. با این حال، طرف تاکدا یا طرف توکوگاوا از ملازمان ارشد خواست تا به‌طور مخفیانه به طرف تاکدا بپیوندند و ۲۱ نفر از جمله آساهینا نوبوآکی، سنا نوبوترو و کاتسورایاما اوجیماتو رفتاری مبنی بر پیروی مخفیانه به تاکدا از خود نشان دادند. در سیزدهم، ایماگاوا اوجیزانه، از ترس امنیت خود، از معبد سیکن گریخت و به «ایماگاوا-کان» در سونپو رفت و سعی کرد خود را در قلعه شیزوهاتایاما ، قلعه ای واقع در شمال غربی سونپو، مستقر کند. اما وقتی خبر عقب‌نشینی اوجیزانه به خطوط مقدم اعلام شد، فروپاشی کامل رخ داد و در تعقیب این امر، ارتش تاکدا از گذرگاه ساتتا عبور کرد و در همان روز وارد سونپو شد.

## سقوط سونپو

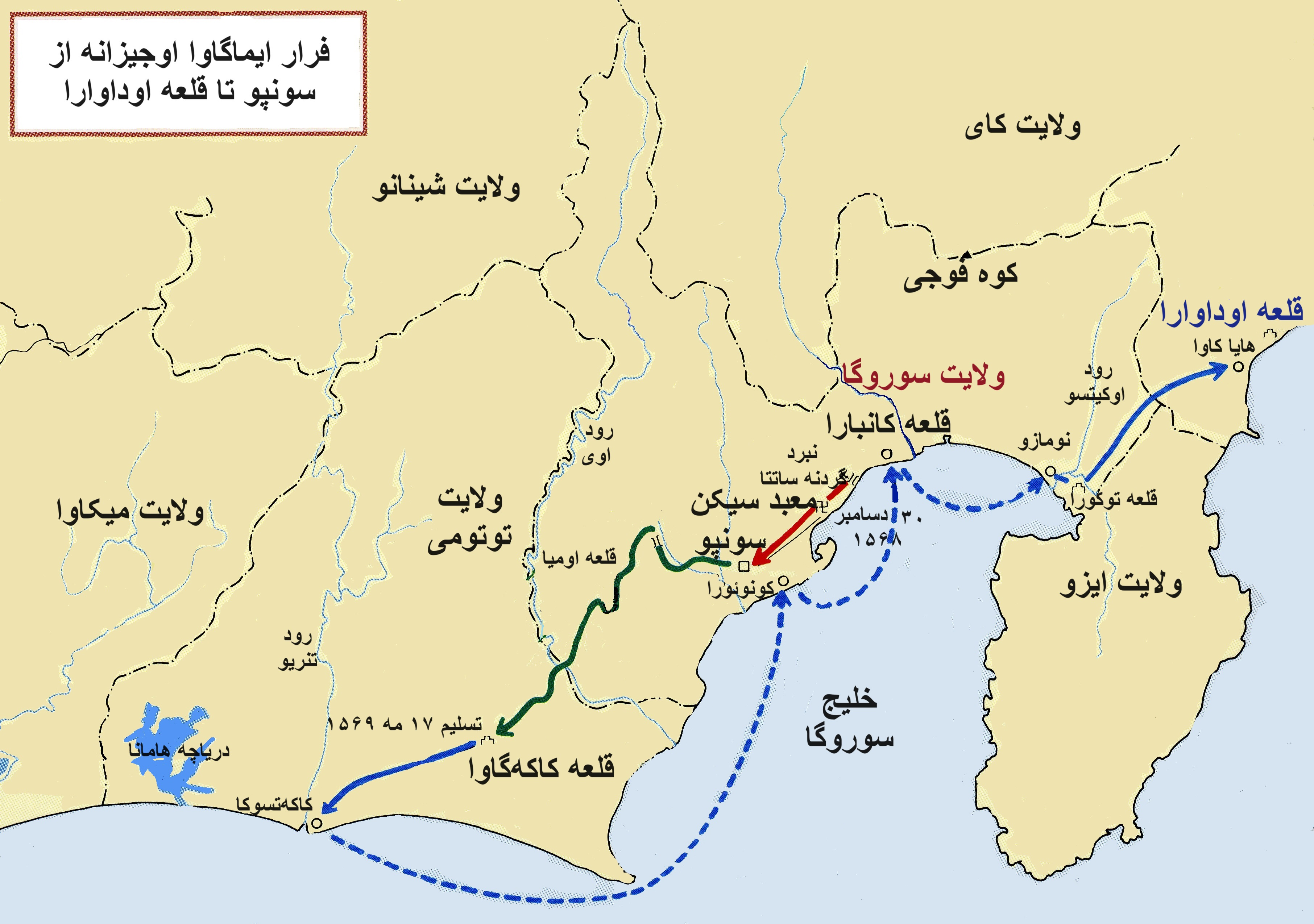
نقشه فرار ایماگاوا اوجیزانه در حمله به سوروگا و رفتن او به قلعه اوداوارا

بابا نوبوهارو که پیشتاز ارتش تاکدا بود، بلافاصله قلعه شیزوهاتایاما را اشغال کرد و عقب‌نشینی ارتش ایماگاوا را امکان‌ناپذیر کرد. در نتیجه، نقشه ایماگاوا اوجیزانه شکست خورد و او مجبور شد به قلعه کاکه‌گاوا در ولایت توتومی فرار کند، جایی که آساهینا یاسوتومو، یک ملازم ارشد، هنوز از خاندان ایماگاوا پیروی می‌کرد. در این زمان، همسر اصلی ایماگاوا اوجیزانه، هایاکاوا دونو، که دختر هوجو اوجی‌یاسو بود، نتوانست وسیله نقلیه ای به دست آورد و با پای پیاده از سونپو فرار کرد. در نتیجه، سونپو، سنگر خاندان ایماگاوا، در عرض یک روز سقوط کرد.
بابا نوبوهارو شهر سونپو و عمارت ایماگاوا-کان را به آتش کشید و آن را ویران کرد. در واقع، تاکدا شینگن دستور داده بود که عمارت ایماگاوا را به آتش نکشند، زیرا گنجینه‌های ارزشمندی را در خود جای داده بود که در طی نسل‌ها از خاندان ایماگاوا منتقل شده بودند، اما نوبوهارو همه این گنجینه‌ها را سوزاند. پس از آن، هنگامی که نوبوهارو در این مورد مورد سؤال قرار گرفت، او پاسخ داد و گفت: «برای مردم شرم آور است که فکر کنند خاندان تاکدا به سونپو برای به دست آوردن گنج خاندان ایماگاوا حمله کرده است» و گفته می‌شود شینگن با این امر موافقت کرده است.
در همین حال، هوجو اوجی‌یاسو از ولایت ساگامی به درخواست ایماگاوا اوجیزانه آماده رفتن به جنگ بود، اما قبل از اینکه بتواند آماده شود، گزارشی دریافت کرد که سونپو سقوط کرده است. هنگامی که هوجو اوجی‌یاسو خبر فرار دختر مورد علاقه‌اش هایاکاوا دونو را با پای پیاده بدون اینکه بتواند سوار وسیله نقلیه شود دریافت کرد، به شدت عصبانی شد و بعداً نامه‌ای به اوئه‌سوگی کنشین در ولایت اچیگو نوشت و گفت: «این تحقیر غیرقابل تحمل است.»

## نبرد دوم
نبردی که از روز ۱۸ از ماه دوازدهم سال یازدهم ایروکو (۳ فوریه ۱۵۶۹) تا ۲۰ ماه چهارم سال دوازدهم ایروکو (۶ مه ۱۵۶۹) رخ داد، «نبرد دوم» نامیده می‌شود.
هوجو اوجی‌یاسو به پسر ارشدش هوجو اوجیماسا دستور داد تا ۴۵۰۰۰ سرباز را رهبری کند و از قلعه اوداوارا خارج شود و در روز ۵ از ماه اول سال دوازدهم ایروکو، زمانی که سال تغییر کرد، وارد میشیما، شیزوئوکا در ولایت ایزو شد. هوجو اوجیماسا نیروی دریایی ایزو را برای ارسال نیروهای کمکی به قلعه کاکه‌گاوا اعزام کرد و خودش از طریق زمین به سونپو رفت. هنگامی که ارتش تاکدا از این موضوع مطلع شد، گذرگاه ساتتا را با ۱۸۰۰۰ سرباز، درست مانند ارتش ایماگاوا که قبل از آنها در محل بود، مستحکم کردند و دو ارتش در مقابل یکدیگر قرار گرفتند.
تاکدا شینگن از ساتاکه یوشی‌شیگه از ولایت هیتاچی و یانادا هاروسوکه  از ولایت شیموسا برای حمله به قلمرو هوجو درخواست کرد، در حالی که ایماگاوا اوجیزانه و هوجو اوجی‌یاسو نیز از اوئه‌سوگی کنشین از ولایت اچیگو درخواست کردند تا به قلمرو تاکدا به ولایت شینانو حمله کند. در ماه دوم، ارتش تاکدا حمله ای را به قلعه اومیا در سمت ایماگاوا آغاز کرد، اما به دلیل کمک‌های هوجو شکست خورد و در ماه سوم، مشکلی در تأمین تدارکات به وجود آمد.
پس از اینکه دو طرف به مدت سه ماه بدون وارد شدن به یک نبرد تمام عیار به یکدیگر خیره شدند، در ماه چهارم، تاکدا شینگن نیروهای خود را به طرف کای بیرون کشید و دامادش آنایاما نوبوکیمی را در قلعه اجیری  پشت سر گذاشت. پس از آن، هوجو اوجیماسا چندین قلعه را تحت کنترل خود گرفت، نیروهای خود را به طرف ساگامی بیرون کشید و مذاکرات با طرف توکوگاوا را آغاز کرد.
اگرچه نبرد بین خاندان تاکدا و خاندان هوجو با تساوی به پایان رسید، اما نبرد بین توکوگاوا ایه‌یاسو و ایماگاوا اوجیزانه در قلعه کاکه‌گاوا به تسلیم قلعه با وساطت خاندان هوجو در ۱۷ مه ۱۵۶۹ منجر شد و خاندان هوجو و خاندان توکوگاوا مذاکرات برای اتحاد را آغاز کردند. در پاسخ، طرف تاکدا، پس از کنترل خاندان هوجو، قلعه اومیا را تصرف کرد و نیروهای طرف ایماگاوا را از بین برد و وضعیت جنگ چرخش جدیدی به خود گرفت و دایمیوهای دیگر منطقه را نیز درگیر کرد.